# Vital Lima
Euclides Vital Porto Lima (Belém do Pará, 23 de julho de 1955) é um compositor e intérprete brasileiro.

## Biografia
Em 1974 participou do 1º Festival de Música e Poesia Universitária, em Belém, ao lado de Fafá de Belém que interpretou uma de suas músicas. No júri do Festival estava o poeta Hermínio Bello de Carvalho. Seu primeiro trabalho registrado em disco é a canção Rock'n Roll, selecionada por Hermínio para o repertório do espetáculo 'Te Pego Pela Palavra' estrelado por Marlene, no Rio de Janeiro.
Vital percorreu várias capitais brasileiras como participante do Projeto Pixinguinha, ao lado de artistas como Carmélia Alves, Antonio Adolfo, Fafá de Belém e Belchior. Mais tarde dividiu o palco do projeto 'Seis e Meia' com Emílio Santiago.
Em 1980, gravou o LP 'Cheganças' e sua música 'Arisco' foi classificada para o Festival MPB-80 da Rede Globo. Convidado por Antonio Adolfo gravou as faixas 'Forrobodó' e 'Abre Alas' (com Nilson Chaves), para o LP em homenagem a Chiquinha Gonzaga.
Em julho de 1984, vence o Festival Regional da Canção Popular de Cascavel (PR) com a música Vale a Pena.
Com Nilson Chaves realiza vários espetáculos em cidades brasileiras que acabam motivando o convite da gravadora VISOM para a gravação do LP 'Interior', em 1986, que se tornaria um grande sucesso da dupla no Norte do país.
Em 1990, gravou o LP 'Vital', registrando suas novas composições em lançamento do selo 'Outrosbrasis'.
Em 1992, dividiu com Nilson Chaves a concepção e interpretação da obra do compositor amazônico Waldemar Henrique no LP 'Waldemar' que, relançado comercialmente em CD em 1994, foi considerado um dos dez melhores lançamentos do ano pela crítica do jornal 'O Globo' do Rio de Janeiro.
Em 1997, Vital Lima produziu com a gravadora Outrosbrasis o CD 'Chão do Caminho', coletânea remasterizada de seus trabalhos lançados em vinil.
O artista também compõe para peças de teatro, destacando-se as trilhas das peças “O cândido Chico Xavier' e 'Bonequinha de Pano', de Ziraldo, estrelada por Zezé Fassina, sobre letras de Jamil Damous e do próprio Ziraldo. O trabalho recebeu o prêmio 'Maria Clara Machado' de Melhor canção/trilha de Teatro Infantil de 2003, concedido pela Prefeitura do Rio de Janeiro.

## Discografia
- O que não tem fim - 2014 Mills Records.
- Das coisas simples da vida - 2004.
- Chão do caminho - 1997, Outros Brasis • CD
- Waldemar - 1994, Outros Brasis. Nilson Chaves e Vital Lima • CD
- Vital - 1990, Outros Brasis • CD
- Interior - 1986, Visom. Nilson Chaves e Vital Lima • Vinil
- Cheganças - 1980, Tapecar • Vinil
- Pastores da noite - 1978, Tapecar • Vinil